# مارسلینیوس

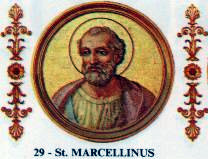

پاپ مارسلینیوس (به انگلیسی: Pope Marcellinus) یکی از پاپ‌های کلیسای کاتولیک رم بود که بین سال‌های ۲۹۶ تا ۳۰۴ میلادی پاپ بود.